# Le Tampon

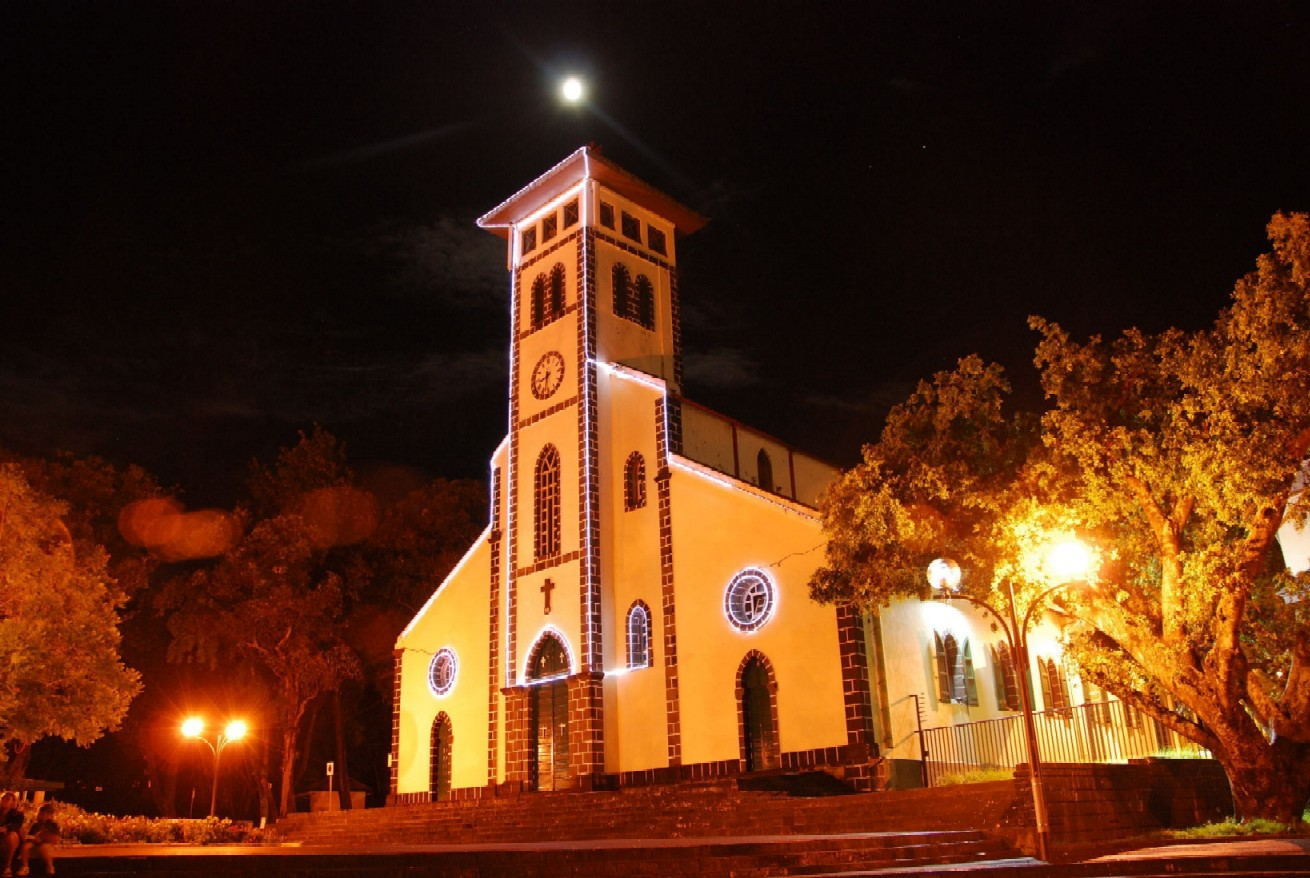
Kyrkan i Le Tampon.

Le Tampon är den fjärde största kommunen i Réunion. Den är belägen i den sydcentrala delen av ön, bredvid Saint-Pierre. År 1991 hade Le Tampon totalt 60 323 invånare.